# Coface
Coface (Compagnie Française d'Assurance pour le Commerce Extérieur) is een kredietverzekeraar, die wereldwijd actief is. Naast kredietverzekeringen biedt Coface ook incassodiensten, factoring, bedrijfsinformatie en bonding aan.
De groep heeft een beoordeling AA-Outlook Negative van Fitch Ratings en een A2 outlook stable van Moody's Investors Service. Coface is genoteerd op de beurs van Euronext Parijs, CAC Small index. Coface kreeg van ISS-oekom, een ratingbureau dat gespecialiseerd is op het gebied van duurzame ontwikkeling, de Prime-status toegekend.

## Geschiedenis
Coface werd in 1946 opgericht als de Franse gespecialiseerde exportkredietverzekeringsmaatschappij.
In de jaren negentig ontwikkelde Coface zich internationaal door interne en externe groei, door de overname van kredietverzekeringsmaatschappijen en door de oprichting van nieuwe dochterondernemingen of filialen. De externe overnames omvatten La Viscontea in 1992 (Italiaanse veiligheids- en kredietverzekeringsmaatschappij), London Bridge Finance in 1993 (Britse financiële onderneming die kredietverzekeringsdiensten aanbiedt), Allgemeine Kredit in 1996 (Duitse onderneming die binnenlandse en exportkredietverzekeringsopties aanbiedt) en Österreichische Kreditversicherung in 1997, samen met de overname van de Continental-portefeuille in de VS in 2002. De internationale ontwikkeling van de groep ging ook gepaard met de oprichting van het netwerk Coface Partner in 1992, dat de groep in staat stelde partnerschappen aan te gaan met algemene verzekeringsgroepen en banken, met name op de opkomende markten.
In 1991 staat Coface mee aan de wieg van Eurogate een Europees Economisch Samenwerkingsverband (EES) om kredietinformatie tussen verschillende landen online te kunnen uitwisselen. Hiervoor steunt ze de organisatie via haar dochterondernemingen: het Franse SCRL, het Portugese Mope en het Italiaanse Eurocredit.
In 2002 werd Natixis meerderheidsaandeelhouder van Coface.
In 2014 werd Coface genoteerd op de beurs van Parijs (Euronext Parijs, CAC Small).
In 2016 droeg Coface de activiteiten van de staatsgaranties over aan de overheidsbank Bpifrance, waarmee een einde kwam aan de activiteiten voor de Franse staat.
In 2018 kondigde Coface de overname aan van PKZ, marktleider in kredietverzekering in Slovenië, en een dochteronderneming van SID Bank16.
Op 25 februari 2020 kondigde Natixis aan dat het een partnerschapsovereenkomst had ondertekend met Arch Capital Group met betrekking tot de verkoop van 29,5% van het kapitaal van Coface voor €480 miljoen.
In juli 2020 heeft Coface de overname van GIEK Kredittforsikring AS afgerond, met als doel haar marktpositie in Noord-Europa te versterken.
In 2021 is de groep direct of indirect aanwezig in 100 landen.
- International Standard Name Identifier: 0000 0000 9793 2816
- Library of Congress Control Number: no94026123
- Nationale Bibliotheek van Israël: 987007451746805171
- Virtual International Authority File: 145012161

Leden:
American International Group · Allianz Trade · Atradius · Aviva · AXA · 
Chubb · Coface · Credendo · Green Stars · Groupama · Münchener Rück · Ping An Insurance · 
Swiss Re · Travelers · Zurich Insurance Group
Oud-leden:
N.V. Nationale Borg-Maatschappij